# Цы (жанр)
Цы (кит. трад. 詞, упр. 词, пиньинь cí) — жанр китайской поэзии, зародившийся в танскую эпоху и достигший расцвета в X—XIII веках в эпоху Сун, характеризуется сочетанием строк разной длины, причем допускаются самые разные их комбинации. Жанр цы развился из пятисловных стихов, семисловных стихов и народных песен. Стихотворения этого жанра обычно состояли из двух строф.
Стихи цы пришли в литературу из народной поэзии. Первые литературные цы появились ещё в танское время; сохранилось несколько цы, написанных Ли Бо и Бо Цзюйи, а позднетанские поэты Вэнь Тинъюнь и Вэй Чжуан, жившие в IX веке, считаются уже крупными мастерами этого жанра. Их творчество оказало большое воздействие на поэтов периода Пяти династий — авторов и составителей первой по времени антологии цы «Среди цветов» (X век), куда были включены и цы Вэй Чжуана. На новую ступень поднялся этот жанр в творчестве Ли Юя — самого крупного поэта этого периода.